# Liste der Biografien/Hoffs
Liste der Biografien |
Portal Biografien |
Personensuche
# |
A |
B |
C |
D |
E |
F |
G |
H |
I |
J |
K |
L |
M |
N |
O |
P |
Q |
R |
S |
T |
U |
V |
W |
X |
Y |
Z |
?
 
Ha |
Hd |
He |
Hi |
Hj |
Hk |
Hl |
Hm |
Hn |
Ho |
Hr |
Hs |
Ht |
Hu |
Hv |
Hw |
Hy
 
Hoa |
Hob |
Hoc |
Hod |
Hoe |
Hof |
Hog–Hok |
Hol |
Hom |
Hon |
Hoo |
Hop |
Hoq |
Hor |
Hos |
Hot |
Hou |
Hov |
How |
Hox |
Hoy |
Hoz
 
Hofa |
Hofb |
Hofd |
Hofe |
Hoff |
Hofg |
Hofh |
Hofi |
Hofk |
Hofl |
Hofm |
Hofn |
Hofp |
Hofr |
Hofs |
Hoft |
Hofv |
Hofw |
Hofz
 
Hoffa |
Hoffb |
Hoffd |
Hoffe |
Hoffg |
Hoffh |
Hoffi |
Hoffj |
Hoffk |
Hoffl |
Hoffm |
Hoffn |
Hoffo |
Hoffr |
Hoffs
Die Liste der Biografien führt alle Personen auf, die in der deutschsprachigen Wikipedia einen Artikel haben. Dieses ist eine Teilliste mit 16 Einträgen von Personen, deren Namen mit den Buchstaben „Hoffs“ beginnt.

## Hoffs
- Hoffs, Susanna (* 1959), US-amerikanische MusikerinSusanna Hoffs (* 1959)

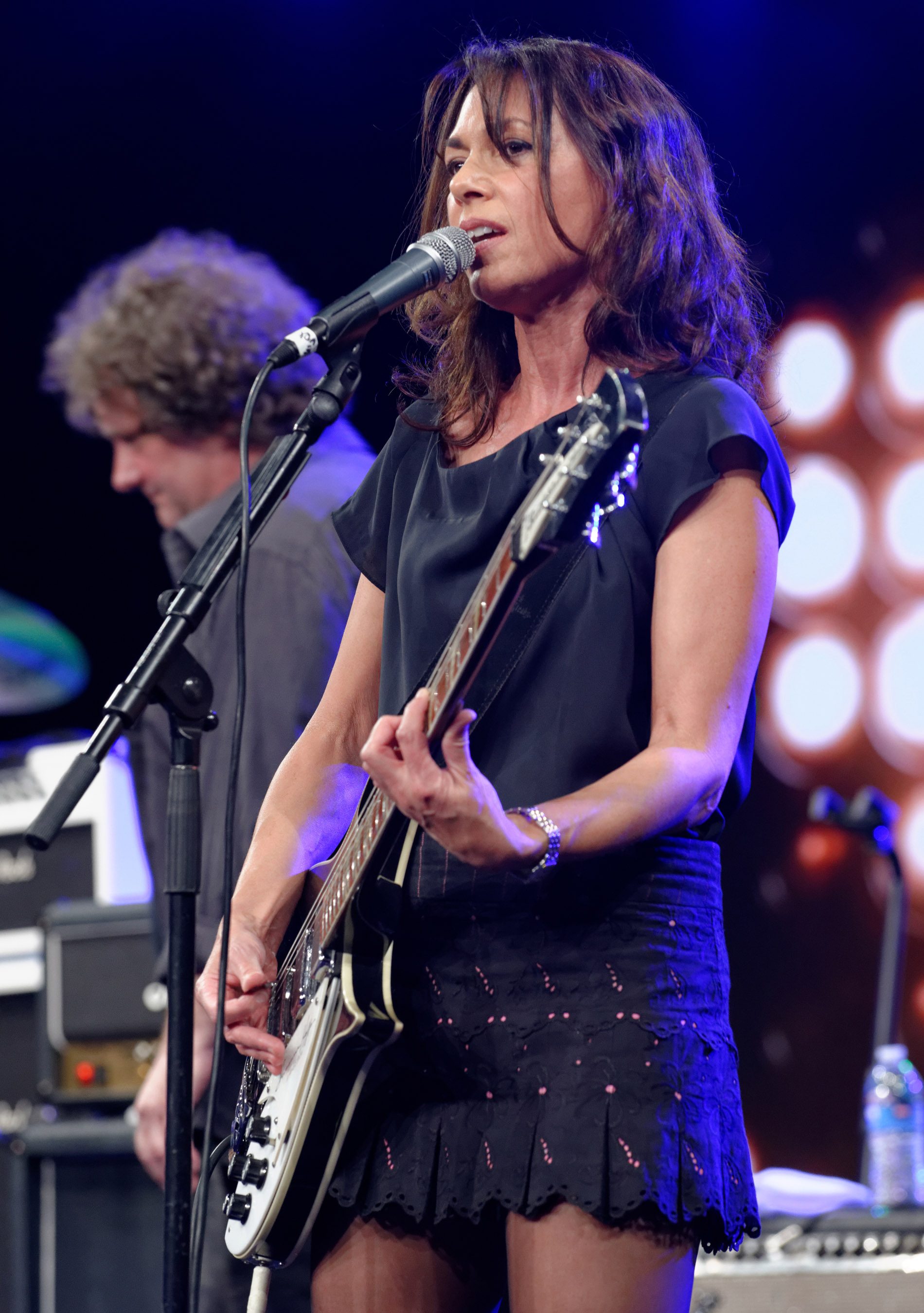
Susanna Hoffs (* 1959)

### Hoffsb
- Hoffsbakken, Olaf (1908–1986), norwegischer Skisportler

### Hoffsc
- Hoffschildt, Rainer (* 1948), schwuler Aktivist, Geschichtsforscher und Autor
- Hoffschulte, Heinrich (1941–2016), deutscher Kommunalbeamter, Oberkreisdirektor Kreis Steinfurt

### Hoffst
- Hoffstadt, Christian (* 1972), deutscher Philosoph und Medienwissenschaftler
- Hoffstadt, Clemens (1805–1896), deutscher Gutsbesitzer und Abgeordneter
- Hoffstadt, Friedrich (1802–1846), deutscher Richter, Maler und Kunstschriftsteller
- Hoffstätter, Erwin (1897–1971), deutscher Ruderer
- Hoffstätter, Lorenz (1904–1987), deutscher Politiker (NSDAP), MdR
- Hoffstein, Jeffrey (* 1953), US-amerikanischer Mathematiker
- Hoffsten, Henning (1942–2010), deutscher Gymnasiallehrer und Schauspieler
- Hoffstetter, Gustav von (1818–1874), Schweizer Offizier
- Hoffstetter, Robert (1908–1999), französischer Paläontologe
- Hoffstetter, Roman (1742–1815), deutscher Komponist der Klassik und Geistlicher des Klosters Amorbach

### Hoffsu
- Hoffsümmer, Clemens August (1836–1916), deutscher Papierfabrikant und Politiker
- Hoffsümmer, Wilhelm (* 1941), deutscher katholischer Priester und Autor